# Great Limber
Great Limber – wieś i civil parish w Anglii, w Lincolnshire, w dystrykcie West Lindsey. W 2011 civil parish liczyła 271 mieszkańców. Great Limber jest wspomniana w Domesday Book (1086) jako Limberge/Linberge.